# Literatura espanyola del Romanticisme

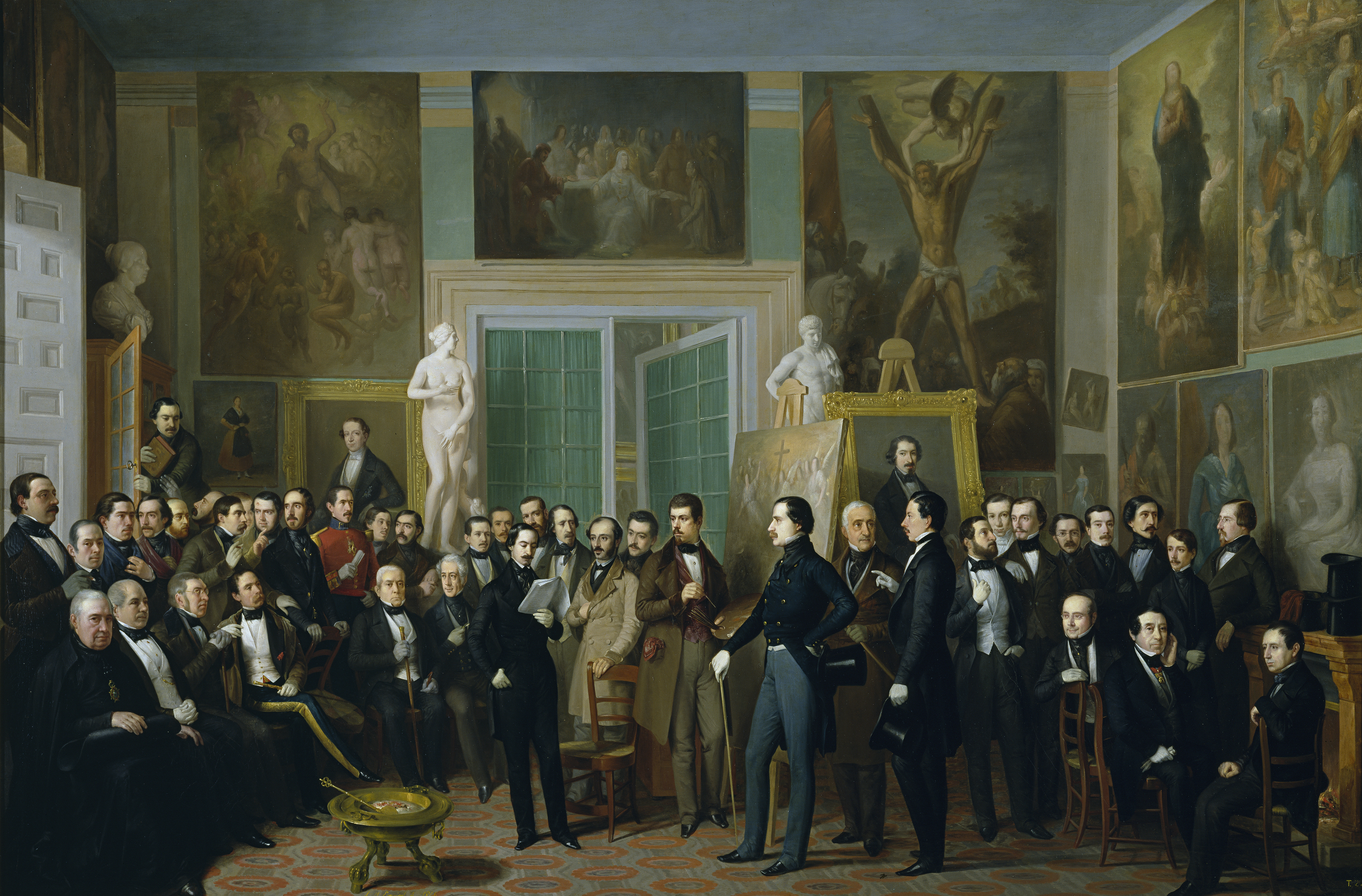
Els Poetes Contemporanis (1846), d'Antonio María Esquivel. En ell va retratar a nombrosos literats que van constituir la plèiade del Romanticisme espanyol, juntament amb polítics, pintors, músics, actors i intel·lectuals. Apareixen Antonio Ferrer del Río (1814-1872), Juan Eugenio Hartzenbusch (1806-1880), Juan Nicasio Gallego (1777-1853), Antonio Gil i Zárate (1793-1861), Tomás Rodríguez Rubí (1817-1890), Isidoro Gil y Baus (1814-1866), Cayetano Rosell i López (1817-1883), Antonio Flores (1818-1866), Manuel Bretón de los Herreros (1796-1873), Francisco González Elipe, Patricio de la Escosura (1807-1878), José María Queipo de Llano, comte de Toreno (1786-1843), Antonio Ros d'Olano (1808-1887), Joaquín Francisco Pacheco (1808-1865), Mariano Roca de Togores (1812-1889), Juan González de la Pezuela (1809-1906), Ángel de Saavedra, Duque de Rivas (1791-1865), Gabino Tejado (1819-1891), Francisco Javier de Burgos (1778-1848), José Amador de los Ríos (1818-1878), Francisco Martínez de la Rosa (1787-1862), Luis Valladares y Garriga, Carlos García Doncel, José Zorrilla (1817-1893), Josep Güell i Renté (1818-1884), José Fernández de la Vega, Ventura de la Vega (1807-1865), Luis de Olona (1823-1863), Antonio María Esquivel, Julián Romea (1818-1863), Manuel José Quintana (1772-1857), José de Espronceda (1808-1842), José María Díaz (1813-1888), Ramón de Campoamor (1817-1901), Manuel Cañete (1822-1891), Pedro de Madrazo y Kuntz (1816-1898), Aureliano Fernández-Guerra (1816-1891), Ramón Mesonero Romanos (1803-1882), Cándido Nocedal (1821-1885), Gregorio Romero Larrañaga (1814-1872), Bernardino Fernández de Velasco, duc de Fredes (1873-1851), Eusebio Asquerino (h.1822-1892), Manuel Juan Diana (1814-1881) i Agustín Durán (1793-1862).

El Romanticisme és un moviment revolucionari que, en las arts, trenca amb els esquemes establerts en el Neoclassicisme, defensant la fantasia, la imaginació i les forces irracionals espirituals. El Neoclassicisme encara es manté en alguns autors, però la majoria es van convertir al Romanticisme, com el Duque de Rivas o José de Espronceda. Altres autors van ser romàntics convençuts des dels inicis de l'època.
L'origen del terme «romanticisme» no és gens clar i, a més, l'evolució del moviment canvia segons l'estat i la llengua. Durant el segle xvii, a Anglaterra, ja apareix amb el significat d'«irreal». Samuel Pepys (1633-1703) el fa servir en el sentit de "emocionant" i "afectuós". James Boswell (1740-1795) l'utilitza per a descriure l'aspecte de Còrsega. Romàntic apareix com un adjectiu genèric per a expressar quelcom "passional" i "emotiu". A Alemanya fou utilitzat per Johann Gottfried Herder com a sinònim de "medieval". El terme romanhaft fou substituït per romantisch, amb objectius emotius i passionals. A França, Jean-Jacques Rousseau el fa servir en una descripció del Llac de Ginebra. L'any 1798, el Diccionari de l'Acadèmia Francesa recull el sentit natural i el sentit literari de romantique. A Espanya, fins a l'any 1805 no hi ha l'expressió romanticista. Durant els anys 1814 i 1818, després d'un seguit de polèmiques, es fan servir de manera indecisa els termes romanesco, romancesco, románico i romántico.
Els precursors del Romanticisme, que es va estendre per Europa i Amèrica, són Rousseau (1712-1778) i el dramaturg alemany Goethe (1749-1832). Sota la influència d'aquestes figures els romàntics s'encaminen a crear obres menys perfectes i menys regulars, però més profundes i íntimes. Busquen entre el misteri i imposen els drets del sentiment. El seu lema és la llibertat en tots els aspectes de la vida.
El Romanticisme a Espanya fou tardà i breu; la segona meitat del segle xix és ocupat pel Realisme, de característiques antagòniques a la literatura romàntica.

## Tendències

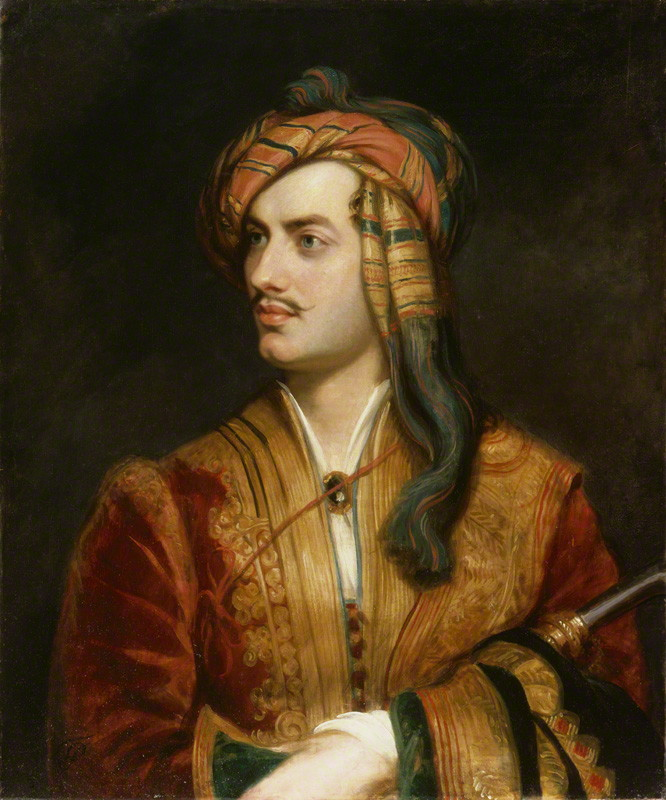
Lord Byron, retrat de Thomas Phillips, 1813

A Espanya, el romanticisme és considerat complex i confús, amb grans contradiccions que comprenen des de la rebel·lia i les idees revolucionàries fins a la tornada a la tradició catòlic-monàrquica. Derek Flitter, en el seu treball Teoria i crítica del romanticisme espanyol, insisteix en el caràcter conservador del romanticisme espanyol. En aquest sentit, assenyala l'enorme influència a Espanya del romanticisme historicista alemany de Herder i els germans Schlegel, importat per Böhl de Faber. Sota l'impacte d'aquestes idees romàntiques els escriptors pretenen reivindicar la literatura del Segle d'Or i del romancer com a expressió d'identitat nacional. Així, des de revistes com El Artista (1835), El Renacimiento (1847) o el Semanario Pintoresco (1847) es rebutja el classicisme i es divulga una concepció organicista de la història influïda per Herder, amb la defensa de la literatura cristiana. El romanticisme historicista es tria com un monument ideològic inscrit en el nacionalisme cultural espanyol.
La llibertat política fou entesa per alguns com una mera restauració dels valors ideològics, patriòtics i religiosos que havien desitjat suprimir els racionalistes del segle xviii. Hi ha una exaltació del cristianisme, el Tron i la Pàtria com a valors més importants. En aquest vessant de Romanticisme tradicional s'inclouen Walter Scott, a Anglaterra, Chateaubriand a França, i el Duque de Rivas i José Zorrilla a Espanya. Es basa en la ideologia de la Restauració, que s'origina després de la caiguda de Napoleó, i defensa els valors tradicionals representats per l'Església i l'Estat. D'altra banda, altres romàntics, com a ciutadans lliures, combaten tot ordre establert, en religió, art i política. Reclamen els drets de l'individu enfront de la societat i a les lleis. Ells representen el Romanticisme revolucionari o Romanticisme liberal i els seus representants més destacats són Lord Byron, a Anglaterra, Victor Hugo, a França i José de Espronceda (màxim representant de la rebel·lia romàntica), a Espanya. Es recolza en tres pilars: la cerca i la justificació del coneixement irracional negada pel seny i la raó, la dialèctica hegeliana i l'historicisme.

## ElCostumbrismo

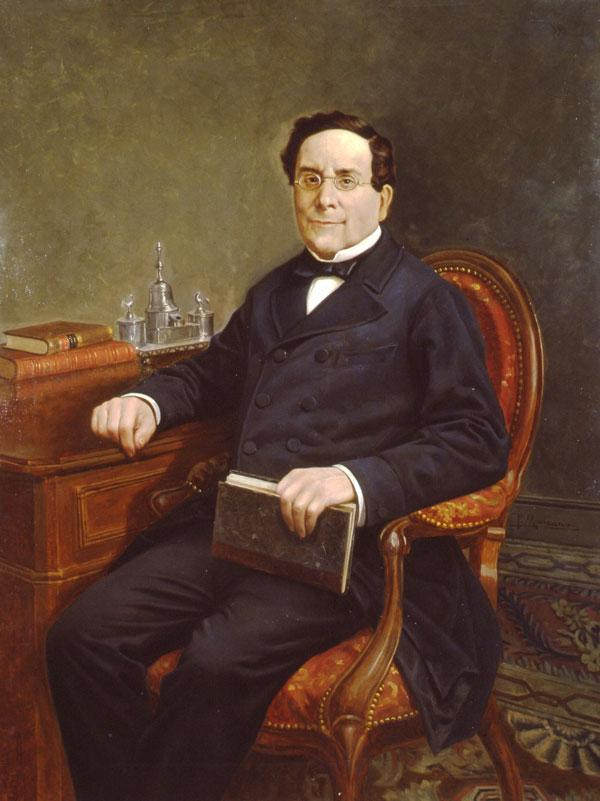
Ramón de Mesonero Ramos

El costumbrismo fixa la seva atenció en els hàbits contemporanis, principalment des del punt de vista de les classes populars, i s'expressa en un llenguatge purista i castís. El principal autor costumista és Ramón Mesonero Romanos, situat al marge del Romanticisme i amb una postura irònica davant d'ell. El costumbrismo, generat en el si del Romanticisme com un signe de malenconia pels valors i costums del passat, va contribuir a la decadència del moviment romàntic i a l'inici del Realisme quan es va aburgesar i es va convertir en un mètode descriptiu. Un altre dels autors destacats del costumbrismo és Mariano José de Larra y Sánchez de Castro, autor d'obres com Vuelva Usted Mañana.

## Context històric
El Romanticisme ocupa la primera meitat del segle xix, una etapa de fortes tensions polítiques. Els conservadors defensen els seus privilegis però els liberals i progressistes lluiten per suprimir-los. S'obre pas el laïcisme i la maçoneria, que hi tenen una gran influència. El pensament catòlic tradicional es defensa davant de les noves idees dels pensadors i seguidors del filòsof alemany Karl Christian Friedrich Krause. La classe obrera desencadena moviments de protesta de signe anarquista i socialista, amb vagues i atemptats. Mentre a Europa es desenvolupa fortament la indústria i s'enriqueix culturalment, Espanya ofereix la imatge d'un país poc avançat i que cada vegada s'allunya més d'Europa.

## Característiques del Romanticisme
- Rebuig al Neoclassicisme. Davant de l'escrupolós rigor i ordre amb que es van observar les regles durant el segle xviii, els escriptors romàntics combinen els gèneres i versos de diferents mesures, de vegades barrejant el vers i la prosa; en el teatre es menysprea la regla de les tres unitats aristotèliques (lloc, espai i temps) i alternen la comèdia amb la tragèdia (tragicomèdia).
- Subjectivisme. Sigui quin sigui el gènere de l'obra, l'ànima exaltada de l'autor aboca en ella tots els seus sentiments d'insatisfacció davant d'un món que limita i impedeix que alcin el vol les seves ànsies, tant en l'amor com en la societat, el patriotisme, entre d'altres. Fan que la natura es fusioni amb el seu estat d'ànim i que es mostri malenconiosa, tètrica, misteriosa o fosca, és a dir, que es crea un espai i un ambient tenebrós, just el contrari que els neoclàssics, que amb prou feines mostraven interès pel paisatge. Els anhels d'amor apassionat, ànsia de felicitat i possessió de l'infinit causen en el romàntic un neguit o una immensa decepció que de vegades els porta al suïcidi, com és el cas de Mariano José de Larra, que es va suïcidar quan tenia 28 anys.
- Atracció per ambients nocturns i misteriosos. Els romàntics situen els seus sentiments decebedors en llocs misteriosos o malenconiosos, com ruïnes, boscos, cementiris, castells o pobles abandonats. De la mateixa manera que senten atracció cap a quelcom sobrenatural, allò que s'escapa de qualsevol lògica, com els miracles, aparicions, visions d'ultratomba, el diable o bruixeries.
- Fugida del món que els envolta. El rebuig de la societat burgesa en la qual els ha tocat viure, porta al romàntic a evadir-se de les seves circumstàncies, imaginant èpoques passades en les quals els seus ideals prevalien sobre els altres o inspirant-se en ambients exòtics. Davant dels neoclàssics, que admiraven l'antiguitat grecollatina, els romàntics prefereixen l'edat mitjana i el Renaixement. Com a gèneres més freqüents, conreen la novel·la, la llegenda i el drama històric.

## Arribada del Romanticisme a Espanya
El Romanticisme va arribar a Espanya a través de tres vies:
1. Polèmiques creades al voltant de la revista El Mercurio Gaditano, d'Andalusia, sobre el teatre neoclàssic i romàntic d'Alemanya.
2. La revista catalana El Europeo, on alguns autors van discrepar sobre els il·lustrats i la seva manera de fer.
3. La fi del mandat de Ferran VII, una etapa negra per la llibertat d'expressió. El retorn dels exiliats polítics va fer arribar les idees romàntiques des d'Anglaterra o França.

## La poesia
Els poetes romàntics escriuen els seus poemes enmig d'un arravatament de sentiments, plasmant en versos tot el que senten o pensen. Segons part de la crítica literària, en les seves composicions hi ha un lirisme de gran força, no obstant això convivint amb versos vulgars i prosaics. Els temes més tractats són
- El Jo, la pròpia intimitat. Fou José de Espronceda, deixant en el seu Canto a Teresa una esquinçadora confessió d'amor i desengany, qui amb més encert ha aconseguit poetitzar els seus sentiments.
- L'amor passional, amb lliuraments sobtats, totals, i ràpids abandons.
- S'inspiren en temes històrics i llegendaris.
- La religió, encara que sovint sigui a través de la rebel·lia amb la consegüent compassió i àdhuc exaltació del diable.
- Les reivindicacions socials (revaloració dels tipus marginals, com el captaire).
- La naturalesa, que és mostrada en totes les seves modalitats i variacions. Solen ambientar les seves composicions en llocs misteriosos, com cementiris, tempestes, el mar enmig d'una tempesta...
- La sàtira, sovint lligada a successos polítics o literaris.

També cal assenyalar que el nou esperit va afectar els versos. Davant de la monòtona repetició neoclàssica de lletres i cançons, es va proclamar el dret d'utilitzar totes les variacions mètriques existents, d'aclimatar les d'altres llengües i d'innovar quan calgués. El romanticisme s'avança aquí, com en altres aspectes, a les audàcies modernistes de les acaballes de segle.

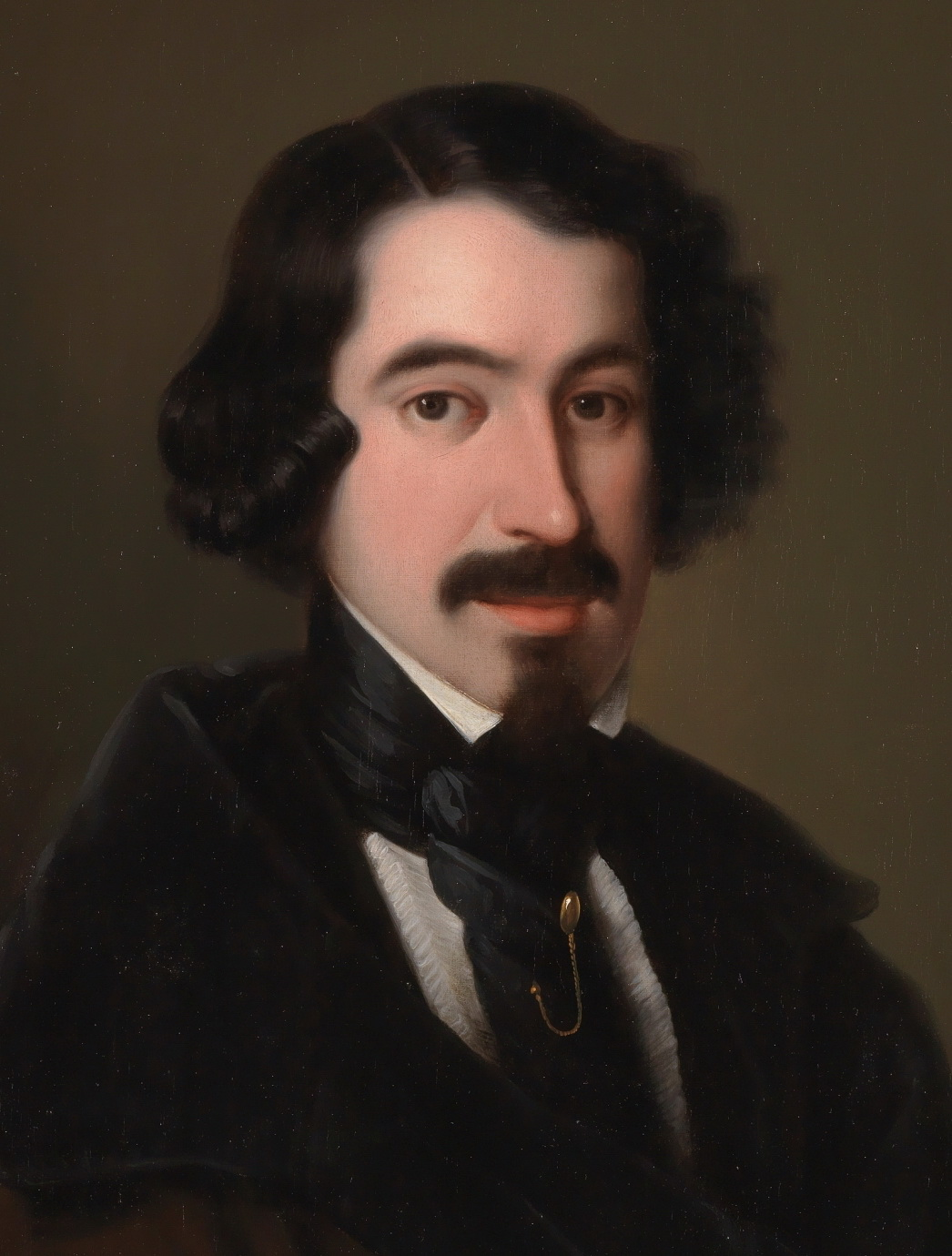
José de Espronceda

### Autors destacats
- José de Espronceda
- Carolina Coronado
- Joan Arolas
- Nicómedes Pastor Díaz
- Gertrudis Gómez de Avellaneda
- Salvador Bermúdez de Castro
- Pau Piferrer i Fàbregas

## La prosa
Durant el Romanticisme hi ha un gran desig de ficció literària, de novel·la, en contacte amb les aventures i el misteri. No obstant això, la producció espanyola és escassa, limitant-se de vegades a traduir novel·les estrangeres. Van ser més de mil traduccions les que van circular a Espanya abans de 1850, pertanyents a escriptors com Alejandro Dumas, Chateaubriand, Walter Scott o Victor Hugo, ja siguin de gènere històric, sentimental, galant, entre d'altres. La prosa espanyola es limita bàsicament en la novel·la, la prosa científica o erudita, el periodisme i el cultiu intens del costumbrismo.
Durant el primer quart de segle es distingeixen quatre tipus de novel·les: la novel·la moral i educativa, la novel·la sentimental, la novel·la de terror i la novel·la anticlerical. De totes elles, la més purament romàntica és la de tipus anticlerical. Tanmateix, la influència romàntica es plasmarà, principalment, en la novel·la històrica.

### Novel·la històrica
La novel·la històrica es desenvolupa en una imitació de Walter Scott, l'obra de la qual més representativa és Ivanhoe. Segueix dues tendències: la liberal i la moderada. Dins de la tendència liberal existeix un corrent anticlerical i un altre de populista. D'altra banda, la tendència moderada desemboca, de vegades, en novel·les d'exaltació tradicional i catòlic. Els autors espanyols més destacats són:
- Enrique Gil y Carrasco
- Antonio Trueba
- Francisco Navarro Villoslada

### Prosa científica
Tal com indica el nom, la prosa científica es dedicava a fer divulgació de la ciència. Els autors més destacats són Juan Donoso Cortés i Jaume Balmes i Urpià

### Quadres de costums
Durant els anys 1820 i 1870, es desenvolupa a Espanya la literatura costumista, que es manifesta en l'anomenat quadre de costums, un article en prosa de poca extensió. Aquests quadres de costums prescindeixen de tot argument o ho redueixen a un esbós, descrivint la manera de vida de l'època, un costum popular o un estereotip de persona. En molts casos (com els articles de Larra) contenen un alt contingut satíric.
El costumbrismo sorgeix pel desig romàntic de ressaltar quelcom diferent i peculiar induït per l'afició francesa d'aquest gènere. Es van publicar milers d'articles costumistes. A més, va limitar el desenvolupament de la novel·la a Espanya, ja que en aquest gènere predominaven la narració i els caràcters individuals, mentre que en el quadre de costums es limiten a descriure als seus personatges com a genèrics (torero, castanyera, aiguador, etc.). Es van escriure grans compilacions col·lectives d'articles d'aquest gènere, com Els espanyols pintats per si mateixos. Van destacar en ell el madrileny Ramón Mesonero Romans i l'andalús Serafín Estébanez Calderón.

### El periodisme
Al llarg del convuls segle xix el paper del periòdic és decisiu. La revista barcelonina El Europeo (1823-1824) publicà articles sobre el romanticisme i, a través d'ella, es coneixen a Espanya els noms de Byron, Schiller i Walter Scott. Però la premsa també va ser una arma per a la lluita política. En aquest sentit, hem de destacar la premsa polític-satírica del Trienni Liberal (El Zurriago, La Manopla), on no només apareixen temes socials, sinó també esbossos costumistes que són clars precedents de la producció de Larra.
Després de la mort de Fernando VII en 1833, es produeixen importants canvis en el periodisme. Els emigrats, després de la reacció absolutista de 1823, tornen i juntament amb la nova generació (la de José d'Espronceda i Larra) van a marcar l'estil de l'època, doncs han après en els anys d'exili cos molt més avançades de les premses angleses i franceses. L'any 1836, el francès Girardin va a iniciar en el seu periòdic La Presse un quadre de costums destinat a tenir un èxit fulminant i durador: la de publicar novel·les per lliuraments. La premsa espanyola, sempre amb la vista posada en la del país veí, va a copiar la iniciativa de seguida; no obstant això, la seva època de major auge a Espanya serà entre 1845 i 1855.
El periodista més destacat és Mariano José de Larra y Sánchez de Castro.

## El teatre
El teatre neoclàssic no va aconseguir calar en els gustos dels espanyols. Al començament del segle xix seguien aplaudint-se les obres del Segle d'Or. Aquestes obres eren menyspreades pels neoclàssics per no subjectar-se a la regla de les tres unitats aristotèl·liques (acció, lloc i temps) i barrejar la comèdia amb la tragèdia. Tanmateix, aquelles obres atreien fora d'Espanya, precisament per no subjectar-se a l'ideal que defensaven els neoclàssics.
El Romanticisme triomfa en el teatre espanyol amb La conjuración de Venecia, de Francisco Martínez de la Rosa; El Trovador, d'Antonio García Gutiérrez; Los amantes de Teruel, de Juan Eugenio Hartzenbusch; però l'any clau és 1835, quan s'estrena Don Álvaro o la fuerza del sino, del Duque de Rivas (1791-1865). El més conreat és el drama. Totes les obres contenen elements lírics, dramàtics i novelescos. Impera en el teatre la llibertat en tots els aspectes:
- Estructura: La regla de les tres unitats aristotèl·liques, imposada en la Il·lustració, desapareix. Els drames, per exemple, solen tenir cinc actes en vers, o en prosa i en vers barrejats, amb mètrica variada. Si en les obres neoclàssiques les acotacions escèniques no s'acceptaven, això no succeeix durant el Romanticisme, doncs les acotacions són abundants. El monòleg cobra novament força, per ser el millor mitjà per expressar les lluites internes dels personatges.
- Escenaris: L'acció teatral guanya dinamisme en utilitzar-se varietat de llocs en una mateixa representació. Els autors basen les seves obres en llocs típics del romanticisme, com a cementiris, ruïnes, paisatges solitaris, presons, etc. La naturalesa es mostra d'acord amb els sentiments i estats d'ànim dels personatges.
- Temàtica: El teatre romàntic prefereix els temes llegendaris, aventurers, cavallerescos o històric-nacionals, amb l'amor i la llibertat com a estendard. Abunden les escenes nocturnes, els desafiaments, personatges encoberts i misteriosos, suïcidis, mostres de gallardia o de cinisme. Els esdeveniments se succeeixen de forma vertiginosa. Quant al fons de les obres, no aspira a aleccionar, com pretenien els neoclàssics en les seves obres, sinó a commoure.
- Personatges: El nombre de personatges augmenta en les obres. L'heroi masculí sol ser misteriós i valent. L'heroïna és innocent i fidel, amb una passió intensa. Ambdós estan marcats per una destinació fatal. La mort és l'alliberament. Es dona més importància al dinamisme de les accions que a l'anàlisi de la psicologia dels personatges.

Els autors teatrals més destacats són:
- Duque de Rivas
- José Zorrilla y Moral
- Francisco Martínez de la Rosa
- Antonio García Gutiérrez
- Juan Eugenio Hartzenbusch
- Manuel Bretón de los Herreros

## Postromanticisme o romanticisme tardà

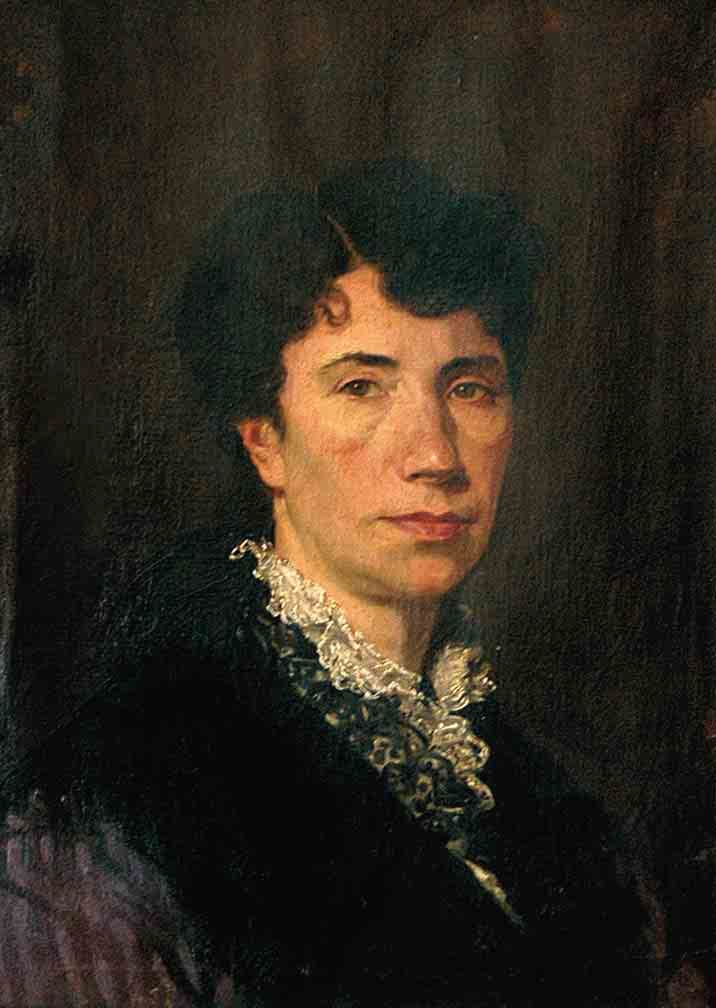
Rosalía de Castro

Durant la segona meitat del segle xix, els anteriors gustos per quelcom històric i llegendari passen a un segon pla i la poesia passa a ser més sentimental i intimista. Això ve condicionat per les influències de la poesia alemanya i el nou interès que suscita la poesia popular espanyola. L'escola postromàntica deixa de costat les altres escoles europees, a excepció de l'influx que exerceix l'obra del poeta alemany Heinrich Heine.
La poesia, al contrari que la novel·la i el teatre, continua sent romàntica (la novel·la i el teatre seguirà la tendència realista). En la poesia, la forma perd part del seu interès per centrar la seva atenció a l'emotiu que pot posseir el poema. El narratiu decau en favor de la lírica. La poesia és més personal i intimista. Es redueix la retòrica i s'augmenta el lirisme, amb l'amor i la passió pel món per quelcom bell com a temes principals. Es busquen noves formes mètriques i nous ritmes. L'homogeneïtat de la qual gaudia el Romanticisme es transforma en pluralitat en les idees poètiques. La poesia postromàntica, doncs, representa la transició entre el Romanticisme i el Realisme.
Els poetes més representatius del postromanticisme són:
- Gustavo Adolfo Bécquer
- Rosalía de Castro
- Gaspar Núñez de Arce
- Ramón de Campoamor y Campoosorio